# امی اتول
امی اتول (انگلیسی: Amy Atwell؛ زادهٔ ۳۰ ژوئن ۱۹۹۸) بازیکن بسکتبال زن اهل استرالیا است.
وی در مسابقات کشوری و بین‌المللی در مجموع برندهٔ ۲ مدال برنز شده است.